# Kyuss
Kyuss (/ˈkaɪəs/) je bila ameriška stoner rock skupina, ustanovljena v Palm Desertu v Kaliforniji leta 1987 in velja za enega pionirjev zvrsti. Leta 1995 je skupina razpadla in več članov je odšlo igrat v opazne skupine, kot so Queens of the Stone Age, Screaming Trees, Fu Manchu, Dwarves, Eagles of Death Metal, Mondo Generator, Hermano, Unida, Slo Burn in Them Crooked Vultures.
Novembra 2010 so se trije nekdanji člani skupine (razen Hommeja, ki je zavrnil udeležbo) ponovno združili pod vzdevkom "Kyuss Lives!" za svetovno turnejo z načrti za snemanje nove plošče. Homme je pozneje sprožil zvezno tožbo, ki je vodila v to, da je Oliveri marca 2012 skupino zapustil. Pet mesecev pozneje je sodišče odločilo, da Garcia in Bjork nimata pravice za izdajo zvočnih posnetkov pod vzdevkom Kyuss Lives! Posledično sta si spremenila ime v Vista Chino.

## Zgodovina
Skupina je bila oblikovana leta 1987 z imenom Katzenjammer (nemški slengovski izraz za "mačka", dobesedno "stokanje mačke"), vendar so se pozneje preimenovali v Sons of Kyuss. Ime je izbral Brant Bjork in izhaja iz imena pošasti v igri Advanced Dungeons & Dragons. Leta 1989 je skupina posnela svojo prvo ploščo pod istim imenom, kot ga ima skupina, Sons of Kyuss, ki je bila njihova edina plošča s Chrisom Cockrellom na basu. Po izdaji plošče leta 1990 je skupina pridobila Nicka Oliverija, ki je prej igral drugo kitaro v Katzenjammerju, da je zamenjal Cockrella na basu in se preimenovala v Kyuss.

### Kot Kyuss (1991–1995)
Kyussovo prvo zasedbo so sestavljali vokalist John Garcia, kitarist Josh Homme, basist Nick Oliveri in bobnar Brant Bjork. Skupina je v Palm Desertu v Kaliforniji postopoma pridobila lokalne sledilce in je pogosto igrala na zabavah v in okrog izoliranih mest v puščavskih območjih Južne Kalifornije. Te improvizirani koncerti na odprtem so bili poimenovani »generator zabave« in so združevali manjše množice ljudi, pitje piva in uporabo bencinskih generatorjev za dobavo elektrike za opremo. Homme je komentiral, da je bilo igranje v puščavi odločilni trenutek za skupino in je poudaril, da »tam ni bilo nočnih klubov in so lahko igrali le zastonj. Če ljudem nisi všeč, ti to povejo. Ne moreš biti zanič.«
Skupina je nato podpisala pogodbo z neodvisno založbo Dali, podružnico Elektra Records - Chameleon Records, ki je septembra 1991 izdala njihovo prvo ploščo Wretch. Več pesmi s plošče je ponovno posnetih verzij pesmi s plošče Sons of Kyuss. Prodaja plošče je bila počasna, čeprav je skupina hitro postajala znana. Kitarist Josh Homme je hitro pridobil sloves zaradi svojega unikatnega nizkega psihadeličnega sloga igranja kitare in njegove navade igranja električnih kitar skozi ojačevalca za bas kitare za to, da je ustvaril težki basistični zvok.
Leta 1992 je skupina skupaj z novim producentom Chrisom Gossom, začela pripravljati novo ploščo, Blues for the Red Sun. Goss je razumel skupino in mu je uspelo natančno zajeti njihov zvok v živo v studiju. Plošča je bila izdana junija tega leta in je bila dobro sprejeta in danes velja za pionirsko ploščo stoner rocka. Do konca leta 1993 je bila skupina povabljena na devet koncertov Metallice med njihovo turo po Avstraliji. Pogoste so postale primerjave z botri stoner rocka, Black Sabbath, čeprav je Homme trdil, da te skupine takrat niso dobro poznali, vendar je Bjork potrdil, da sta bila z Oliverijem močno pod vplivom britanske skupine. Po zaključku snemanja plošče je Oliveri skupino zapustil, pridružil pa se ji je Scott Reeder in igral na prvem nastopu po izdaji plošče Blues for the Red Sun.
Leta 1993 je Kyuss zamenjal založbo Dali za glavno založbo Chameleon in posnel svojo tretjo ploščo Welcome to Sky Valley. Ploščo je ponovno produciral Chris Goss in je imela veliko bolj psihadeličen in zrel zvok.